# استان شمال غزه
استان شمال غزه (به عربی: محافظة شمال غزة) یکی از ۱۶ استان تشکیلات خودگردان فلسطین است. این استان از شمال و شرق با اسرائیل، از غرب با دریای مدیترانه و از جنوب با غزه همجوار است.
بر اساس آمار اداره مرکزی آمار فلسطین در سال ۲۰۰۶ این منطقه ۲۷۰٬۴۲۵ نفر و ۴۰٬۲۶۲ خانوار جمعیت داشته که در سه شهرستان جبالیا، بیت لاهیا و بیت حانون، دو دهستان البدویة و عزبة بیت حانون و یک اردوگاه آوارگان جبالیا سکونت دارند. مساحت این استان ۶۲ کیلومترمربع است که ۱۷٪ نوار غزه را شامل می‌شود.
غزه شمالی ۵ کرسی در مجلس قانون‌گذاری فلسطین دارد که هر ۵ تای آن در انتخابات ژانویه ۲۰۰۶ مجلس فلسطین به نامزدهای حماس رسید.
مرکز این استان، شهر جبالیا است.

## شهرها
- جبالیا (مرکز استان)
- بیت حانون
- بیت‌لاهیا

## پیوند به‌بیرون
- نقشه غزه دانشگاه تگزاس